# Bliksem (lied)
Bliksem is een lied van de Nederlandse zanger Nielson. Het werd in 2021 als single uitgebracht en stond in 2023 als tiende track op het album NIELS.

## Achtergrond
Bliksem is geschreven door Lodewijk Martens, Barend de Ronden en Niels Littooij en geproduceerd door Martens. Het is een lied uit het genre nederpop. Het is een lied dat volgens de zanger symbool stond voor de energie die de artiest op dat moment weer had. Het is een lied waar je volgens de zanger lekker op kan dansen en plezier mee kan hebben. De zanger had een tijd geen muziek onder zijn artiestennaam uitgebracht, nadat zijn neef in 2020 was overleden. Hij had wel onder een eigen naam een ep die ging over zijn rouwproces uitgebracht met de titel Grijs.
De zanger noemde het nummer waarin het "Nielson-geluid" in te horen was, maar er was wel een andere beat. Daarnaast was het proces van het maken van het lied anders dan de zanger normaal deed. Waar hij bij eerdere nummers meerdere nummers maakte en daarvan de beste uitkoos om als single uit te brengen, werd Bliksem snel uitgebracht nadat het was gemaakt, omdat Nielson gewoon het gevoel had om het direct uit te brengen. De zanger had zelf verwacht dat hij langer nodig zou hebben om weer iets te maken wat hij wilde uitbrengen als single. Het lied werd bij NPO Radio 2 uitgeroepen tot TopSong.

## Hitnoteringen
In de hitlijsten was het lied weinig succesvol. Het bereikte de Single Top 100 niet en ook in de Top 40 was geen notering. Bij laatstgenoemde was er wel de achtste plaats in de Tipparade